# Mesadenella
Mesadenella је род, из породице орхидеја Orchidaceae. Род ма 7 врста пореклом из Мексика и из Јужне и Централне Америке.

## Врсте
1. Mesadenella angustisegmenta Garay - Venezuela, Ecuador
2. Mesadenella atroviridis (Barb.Rodr.) Garay - Brazil
3. Mesadenella cuspidata (Lindl.) Garay - from Colombia east to Guyana and south to Argentina
4. Mesadenella meeae R.J.V.Alves - Brazil
5. Mesadenella peruviana Garay - Peru
6. Mesadenella tonduzii (Schltr.) Pabst & Garay - from southern Mexico south to Nicaragua; also Pará region of Brazil
7. Mesadenella variegata D.E.Benn. & Christenson - Peru